# Specklinia corynetes
Specklinia corynetes är en orkidéart som först beskrevs av Carlyle August Luer och Roberto Vásquez, och fick sitt nu gällande namn av Alec M. Pridgeon och Mark W. Chase. Specklinia corynetes ingår i släktet Specklinia och familjen orkidéer. Inga underarter finns listade i Catalogue of Life.